# Marlis Dürkop-Leptihn

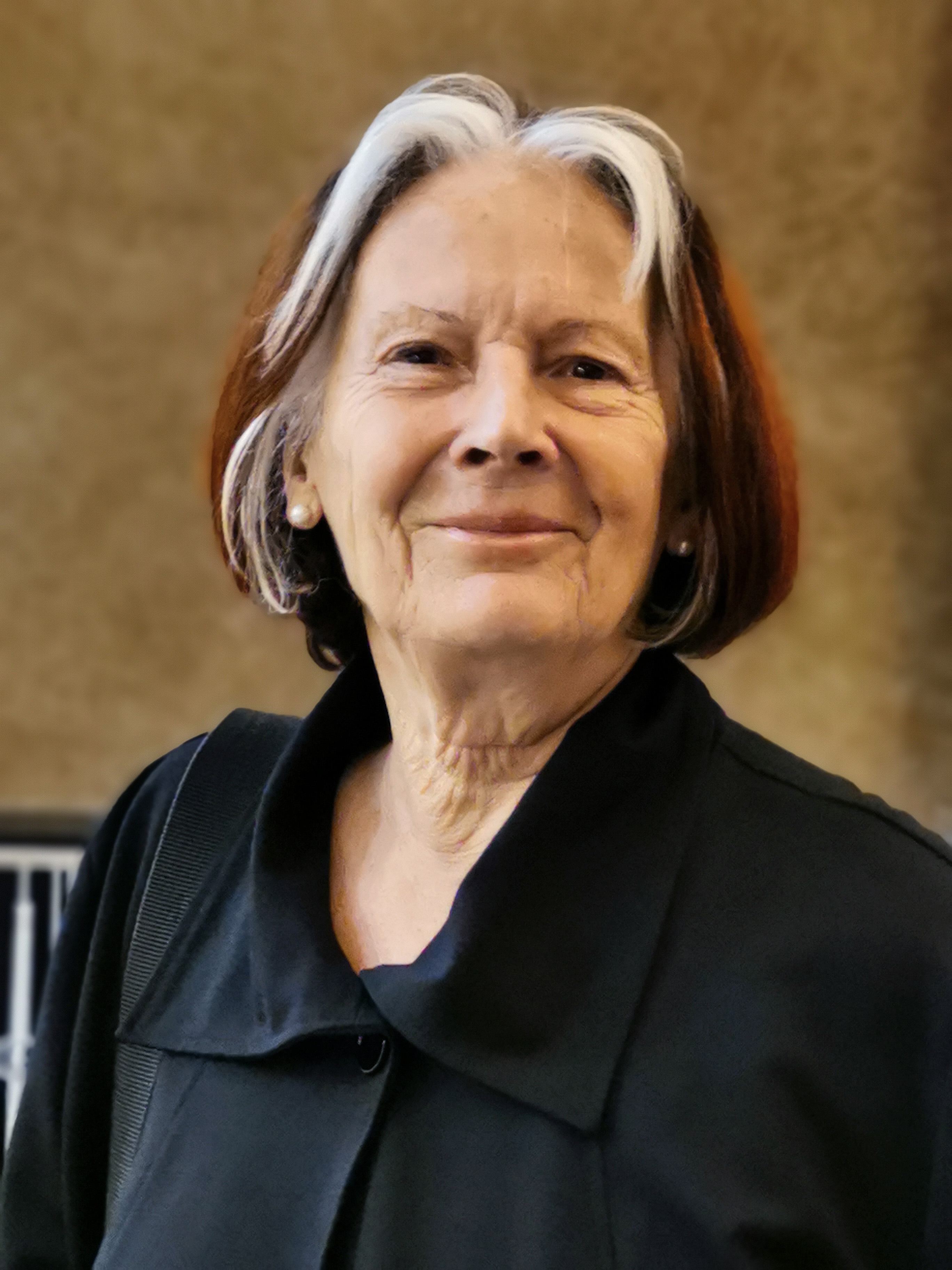
Marlis Dürkop-Leptihn (2021)

Marlis Dürkop-Leptihn (* 14. August 1943 in Braunschweig) ist eine deutsche Soziologin, Hochschullehrerin, Politikerin der Partei Die Grünen und Staatsrätin a. D. Sie war die erste Frau im Amt des Präsidenten der Humboldt-Universität Berlin.

## Beruflicher Werdegang
Nach einer Lehre zur Reisebürokauffrau holte sie auf dem zweiten Bildungsweg das Abitur nach und studierte von 1966 bis 1971 an der Freien Universität Berlin Soziologie, Psychologie und Publizistik (Abschluss: Diplom-Soziologin). Folgend war sie Wissenschaftliche Assistentin für Rechtswissenschaften an der FU Berlin (1973–1976) und für Kriminologie an der Universität Hannover (1976–1978). In dieser Zeit promovierte Marlis Dürkop zum Dr. Phil. am Institut für Psychologie an der FU Berlin.
1978 wurde sie zur Professorin an der Fachhochschule für Sozialarbeit und Sozialpädagogik (heute: Alice Salomon Hochschule Berlin) ernannt. Von 1986 bis 1990 war sie dort Rektorin. Zudem war sie von 1991 bis 1992 Mitglied des Abgeordnetenhauses von Berlin sowie wissenschaftspolitische Sprecherin des Bündnis 90/Die Grünen.

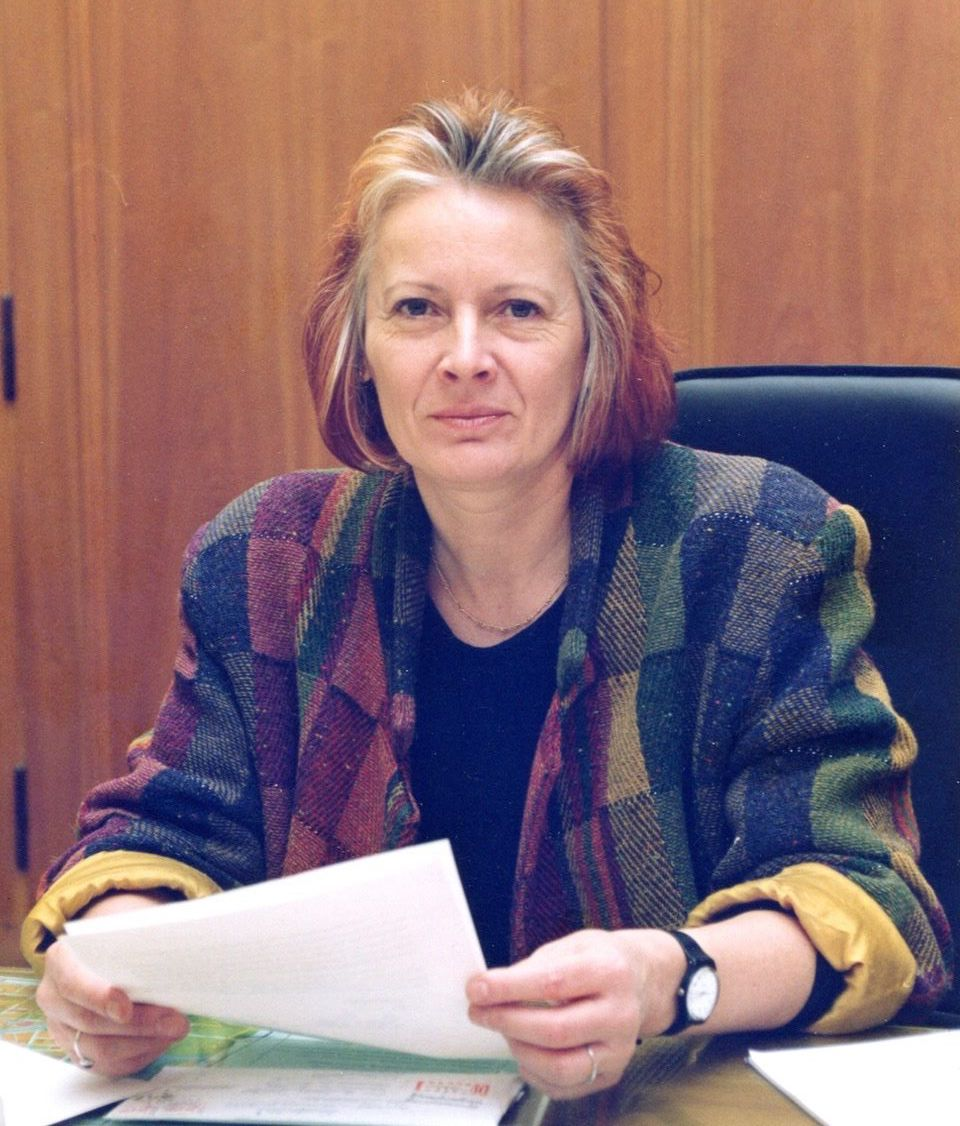
Marlis Dürkop-Leptihn (1992)

1992 wurde Marlis Dürkop zur ersten Präsidentin der Humboldt-Universität zu Berlin (HU) nach der Wende gewählt, die sie vier Jahre leitete. Sie kandidierte nicht für eine zweite Amtszeit; Dürkop wollte die Umsetzung der Sparvorgaben des damaligen Senat von Berlin nicht weiter mitverantworten, nach denen mehrere Studiengänge gestrichen werden sollten.
Nach kurzer Tätigkeit als Universitätsprofessorin am Seminar für Kulturwissenschaften an der HU Berlin wurde sie 1998 zur Staatsrätin für Wissenschaft, Forschung und Gleichstellung der Freien und Hansestadt Hamburg berufen. Bedingt durch den im November 2001 erfolgten Regierungswechsel erfolgte ihre Versetzung in den einstweiligen Ruhestand.
In Würdigung ihrer Leistungen als Wissenschaftlerin und Forscherin wurde ihr anlässlich der Wissensstadt Berlin 2021 im Rahmen der Ausstellung „Berlin – Hauptstadt der Wissenschaftlerinnen“ eine Ausstellungstafel gewidmet.

## Privates
Im Dezember 2005 heiratete Marlis Dürkop den Journalisten und langjährigen Leiter der ARD-Sendung Ratgeber Technik Bernd Leptihn.

## Mitgliedschaften
- Vorsitzende des Wissenschaftlichen Beirates des Zentrums für Feministische Studien der Universität Bremen
- Vorstand des Instituts für Finanzdienstleistungen e. V. am Department für Wirtschaft und Politik der Hamburger Universität
- Zweite stellvertretende Vorsitzende des Bundesvorstandes der Bürgerrechtsorganisation Humanistische Union
- Mitglied im Hochschulrat der Fachhochschule Hildesheim/Holzminden/Göttingen
- Beraterin für Expertinnen-Beratungsnetze der Universität Hamburg sowie der Senatsverwaltung in Berlin (Karriereberatung für Frauen)
- Dozentin im Studienmodul Bildungsrecht und Bildungspolitik Berufsbegleitender Internetgestützter Masterstudiengang Bildungsmanagement an der Carl von Ossietzky Universität Oldenburg
- Mitglied im Universitätsrat der Universität Wien[6]

## Schriften (Auswahl)
- Frauen im Gefängnis. Frankfurt 1978.
- Leiden als Mutterpflicht. Mütter von strafgefangenen Jugendlichen berichten, Westdeutscher Verlag 1980.
- Alice Salomon und die feministische Sozialarbeit. In: Rüdiger Baron, Rolf Landwehr (Hrsg.): Sozialarbeit und soziale Reform. Weinheim 1983, S. 52–80.
- Erscheinungsformen des Antisemitismus im Bund Deutscher Frauenvereine. In: Feministische Studien. 1984/H. 3, S. 140–149.
- Feminismus und Labeling Approach. Ansätze gegen die Diskriminierung von Menschen, in: Kriminologisches Journal. 1986/H. 4.
- Zur Funktion der Kriminologie im Nationalsozialismus. In: U. Reifner, B. R. Sonnen (Hrsg.): Strafjustiz und Polizei im Dritten Reich. Frankfurt/Main/New York 1984, S. 97–120.